# Кам'янська сільська рада (Попільнянський район)
Кам'янська сільська рада — колишня адміністративно-територіальна одиниця та орган місцевого самоврядування у Попільнянському районі Білоцерківської округи, Київської й Житомирської областей Української РСР та України з адміністративним центром у с. Кам'янка.

## Населені пункти
Сільській раді підпорядковані населені пункти:
- с. Кам'янка

## Населення
Станом на 5 грудня 2001 року, відповідно до перепису населення України, кількість мешканців сільської ради становила 741 особу.

## Склад ради
Рада складається з 16 депутатів та голови.

## Керівний склад сільської ради
| ПІБ                           | Основні відомості                                                                                  | Дата обрання | Дата звільнення |
| ----------------------------- | -------------------------------------------------------------------------------------------------- | ------------ | --------------- |
| Запольський Микола Леонідович | Сільський голова, 1961 року народження, освіта, член Всеукраїнського об'єднання «Батьківщина»      | 26.03.2006   | 31.10.2010      |
| Запольський Микола Леонідович | Сільський голова, 1961 року народження, освіта вища, член Всеукраїнського об'єднання «Батьківщина» | 31.10.2010   |                 |

Примітка: таблиця складена за даними джерела

## Історія
Створена 1923 року в с. Кам'янка Попільнянської волості Сквирського повіту Київської губернії. 7 березня 1923 року включена до складу новоствореного Попільнянського району Білоцерківської округи.
Станом на 1 вересня 1946 року сільська рада входила до складу Попільнянського району Житомирської області, на обліку в раді перебувало с. Кам'янка.
11 серпня 1954 року, відповідно до указу Президії Верховної ради Української РСР «Про укрупнення сільських рад по Житомирській області», сільську раду ліквідовано, територію та с. Кам'янка приєднано до складу Красногірської сільської ради Попільнянського району Житомирської області. Відновлена 3 березня 1995 року, відповідно до рішення Житомирської обласної ради «Про внесення змін в адміністративно-територіальний устрій окремих районів», в с. Кам'янка Попільнянської селищної ради Попільнянського району Житомирської області.
Виключена з облікових даних 17 липня 2020 року. Територію та населені пункти ради, відповідно до розпорядження Кабінету Міністрів України № 711-р від 12 червня 2020 року «Про визначення адміністративних центрів та затвердження територій територіальних громад Житомирської області», включено до складу Попільнянської селищної територіальної громади Житомирського району Житомирської області.